# バド・パクソン
ローウェル・ホワイト・"バド"・パクソン（英語: Lowell White "Bud" Paxson、1935年4月17日 - 2015年1月9日）は、アメリカのメディア実業家。1982年、パクソンと彼のビジネスパートナーであるロイ・スピアーは、ホーム・ショッピング・クラブ（現：ホーム・ショッピング・ネットワーク）を共同で設立した。その後、1998年に家族向けのコンテンツに焦点を当てたテレビネットワークであるPax TVを設立した。

## 生涯とキャリア
ニューヨーク州ロチェスター出身のパクソンは、同州ニューアークの村にある小さな500ワットのラジオ局であるWACKラジオのオーナーとしてキャリアをスタートさせた。メディアの所有権に関するパクソンの次の試みは、ニューヨーク州ジェームズタウンのラジオ局WXYJ（AM 1340）とテレビ局WNYP（チャンネル26）だった。1966年に同局を買収したパクソンは、WNYPをカナダ国外のCTVテレビジョンネットワークと提携させようとした（アメリカのテレビ局としては初めて）が、1969年までに、テレビ局は失敗した。後に、フロリダ州クリアウォーターにある小さなAMラジオ局WWQT（1470 AM）の所有者として頭角を現した。そこでは、1977年に広告主が販売する製品（アボカドグリーンの缶切り）をたくさん持っていたが、放送時間を購入するための資金がなくなった。パクソンは、正午から15:00までトーク番組を行っていた司会者のボブ・サーコスタに、電波で缶切りを生放送で販売するように指示した。1977年8月28日の1時間以内に118個の缶切りが全て購入された。これにより、サンコースト・インターナショナル・バーゲイナーズ・クラブ（Suncoast International Bargainers Club）が開始された。
パクソンと投資家のロイ・スピアーは、生放送の製品販売の潜在的な販売力を感じ、1982年に地元のケーブルテレビチャンネル（ビジョン・ケーブル（Vision Cable）のチャンネル52）を共同で設立し、フロリダ州の視聴者に製品を直接販売し、1985年に全国的に開始した。チャンネルはホーム・ショッピング・クラブ、後にホーム・ショッピング・ネットワーク（現：HSN）であり、パクソンの元ラジオマンであるボブ・サーコスタが同ネットワーク最初のホストとして起用された。HSNはすぐに10億ドル規模のコングロマリットとなり、ホームショッピング/電子小売業界を開始した。1996年、2人はHSNをハリウッドの実業家、バリー・ディラーに売却した。
その後、パクソンはパクソン・コミュニケーションズ・コーポレーション（現：アイオン・メディア・ネットワークス）を設立し、主にフロリダ州でラジオ局、テレビ局、ビルボードを買収した。最終的に、それらを売却し、家族向けのテレビ番組の新しいネットワークであるPAX TV（現：アイオン・テレビジョン）に資金を投入した。このチャンネルはまた、パクソンが公然と語った福音主義のキリスト教徒（1985年以来）としてのバックグラウンドを反映していた。PAX TVは1998年8月31日に始まった。
HSNの売却からPAX TVの設立までの間に、パクソンは本社をタンパからウェストパームビーチに移した。
ただし、同ネットワークは、他のネットワークの視聴率や広告収入に近いものを受け取ったことはない。さらに、パクソンがオハイオ州デイトンとウィスコンシン州グリーンベイの放送局をACMEコミュニケーションズに売却し、同グループがThe WBと提携できるようにしたときなど（ただし、PAX TVの番組は、数年間、これらの放送局で夜通し放映され続けた）、PAX TVはいくつかの提携局を失い、同ネットワークはセントルイス、シャーロット、ピッツバーグのような一部の市場で番組を提供できなくなった。
2005年7月1日、PAX TVは「i:インディペンデント・テレビジョン（i: Independent Television）」になった。その年の11月、「i」の 22%を所有していたNBCユニバーサル（NBCU）は、残りのネットワークを購入できる9ヶ月間の期間を開始した。おそらくNBCUがそうするだろうと感じ、「i」の運営をめぐる訴訟に巻き込まれたパクソンは、自身が設立した会社を辞任した。
さらに、パクソンはアイオン・メディア・ネットワークスになり、NBCUの幹部であるR・ブランドン・バージェスが最高経営責任者になった。やがて、「i」は「アイオン・テレビジョン（Ion Television）」にブランド変更された。

## 私生活
パクソンの最初の2回の結婚は、ジーン・ブローヴェルト（Jean Blauvelt）とバーバラ・チャップマン（Barbara Chapman）だったが、離婚に終わった。
1986年の大晦日に生まれ変わったキリスト教徒になった。1990年、25年間の結婚生活を生き延びたマーラ・ブライト（Marla Bright）と結婚した。パクソンには、最初の結婚で2人の息子と1人の娘が生まれ、3度目の結婚で継娘が1人生まれた。2015年にモンタナ州カリスペルで79歳で亡くなった。